# 8 Флора
8 Флора е голям светъл астероид от основния пояс. Той е най-вътрешен голям астероид: нито един астероид близко до слънцето няма диаметър над 25 km или две дванадесети от размера на самата Флора, и не по-малки от 148 Медуза. Той е седмият най-ярък астероид със звездна величина в противостояние +7m,9 (когато противостоянието е около перихелия, като това от ноември 2007).

## Откриване и име
Флора е открита от Дж. Р. Хинд на 18 октомври 1847. Това е неговият втори открит астероид.
Името Флора е предложено от Джон Хершел от Флора, латинска богиня на цветята и градините, съпруга на Зефир (олицетворяващ Западния вятър), майка на Пролетта, чийто гръцки еквивалент е Хлорис (която си има собствен астероид 410 Хлорис).